# Центр давления (биомеханика)

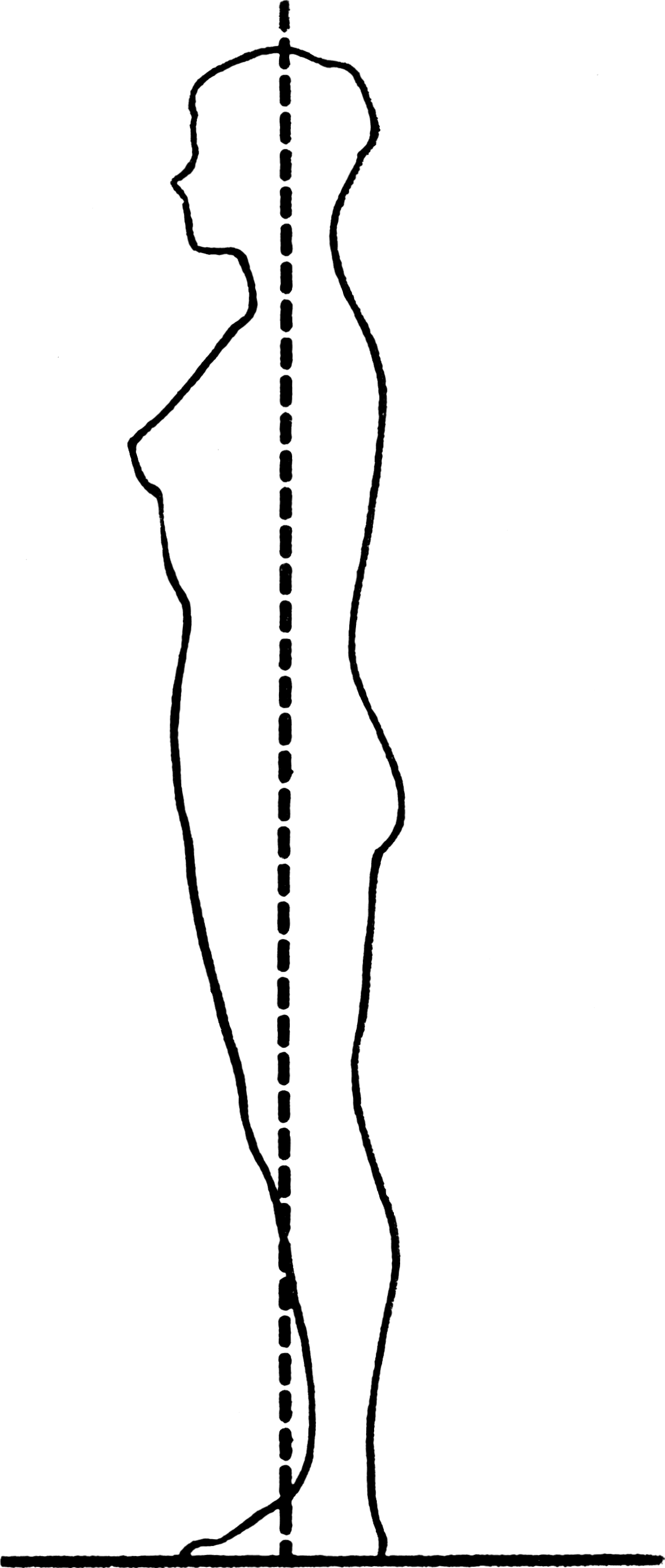
Условная линия к центру давления

Центр давления в биомеханике — точка на плоскости опоры, в которой результируются силы взаимодействия объекта с притяжением планеты. 

Стабилограмма: колебания центра давления в сагиттальной плоскости

Физически связан с изменением положения центра тяжести исследуемого человека. 
Измерение положения центра давления используются в постурологических и стабилометрических исследованиях. По ряду положений центра давления, определенных в течение времени исследования, строят кривые, описывающие состояние управления балансом тела — стабилограммы во фронтальной и сагииттальной плоскостях и статокинезиограмму (statokinesigram) по двум осям.
За рубежом определяется с помощью установок "силовая платформа". В России сходные приборы выпускаются отдельными производителями под названием стабилометрической платформы.